# Лундгрен, София
София Лундгрен (род. 20 сентября 1982, Умео) — шведская футболистка, вратарь. Выступала за сборную Швеции по футболу.
Перед подписанием контракта с «Линчёпингом» осенью в 2008 года, она играла в ведущих шведский футбольных командах, таких как «Умео» и АИК.
С момента своего дебюта в национальной сборной Швеции и победы над Англией в 2002 году, Лундгрен соревновалась с Хедвиг Линдаль, Каролин Юнссон и Кристин Хаммарстрем за позицию в основном составе.
Когда Лундгрен получила травму ноги перед турниром, Майя Острем была выбрана на позицию третьего голкипера в сборную Швеции на Чемпионат Европы по футболу среди женщин 2005 года.
Последствия травмы лишили её возможности играть за сборную Швеции в кубке Алгарве в 2013 году. В конечном итоге, травма вывела Лундгрен из футбола на полтора сезона. В январе 2015 года она подписала контракт с новичком высшей лиги Швеции, командой Хаммарбю. В начале сезона 2016 года София подписала краткосрочный контракт с чемпионом Швеции «Русенгордом». Контракт был продлён, когда первый вратарь команды Эрин Маклеод получила повреждение передней крестообразной связки, а Зечира Мушович пыталась восстановить сломанную руку.